# Alcains
Alcains é uma vila portuguesa que é sede da Freguesia de Alcains do Município de Castelo Branco, freguesia com 36,95 km² de área territorial e 4615 habitantes (censo de 2021) tendo, por isso, uma densidade populacional de 124,9 hab./km².
A povoação de Alcains foi elevada à categoria de vila em 1971.
A vila de Alcains, situada no eixo urbano Castelo Branco - Covilhã - Guarda, é uma das maiores vilas portuguesas, sendo a maior sem estatuto de sede de muncípio no interior de Portugal. Foi o segundo polo industrial mais importante do distrito até meados da década de 80 do século XX, logo a seguir à Covilhã. 

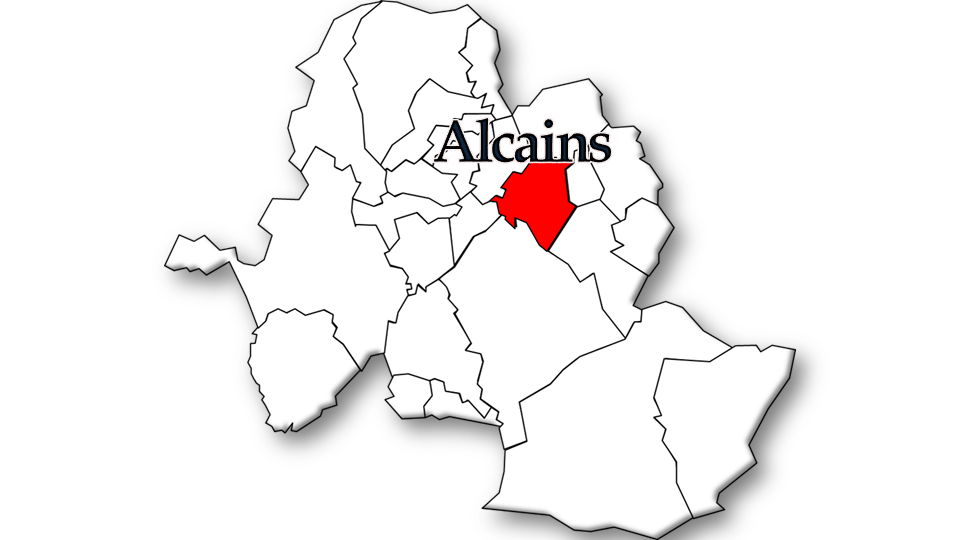
Localização no município de Castelo Branco

## Demografia
A população registada nos censos foi:
| Ano  | 0-14 Anos | 15-24 Anos | 25-64 Anos | > 65 Anos |
| 2001 | 689       | 672        | 2626       | 942       |
| 2011 | 696       | 464        | 2741       | 1121      |
| 2021 | 531       | 443        | 2366       | 1275      |

## Acessos
É servida pela   A 23  - Autoestrada da Beira Interior, pelas antigas estradas nacionais EN18, EN352 e por ferrovia pela Linha da Beira Baixa. 
O IC31 ligará em Alcains a A23 à fronteira espanhola nas Termas de Monfortinho, onde terá seguimento através da autovía espanhola EX-A1.

### Transporte público rodoviário
A freguesia faz parte do mapa da rede interurbana da empresa Mobicab (Mobilidade de Castelo Branco), desde 1 de Julho de 2022, com ligações diárias à capital de distrito e às restantes freguesias da metade norte do concelho através das carreiras:  101 ,  102 ,  103  e  114 . 

### Principais Distâncias
- Aeroporto Humberto Delgado  Portugal - 225 km.
- Lisboa  Portugal - 230 km.
- Porto  Portugal - 264 km.
- Coimbra  Portugal - 143 km.
- Castelo Branco  Portugal - 12 km.
- Covilhã  Portugal - 46 km.
- Guarda  Portugal - 85 km.
- Viseu  Portugal - 157 km.
- Portalegre  Portugal - 104 km.
- Praia do Cabedelo (Figueira da Foz)  Portugal - 179 km.
- Torre_(Serra_da_Estrela)  Portugal - 66 km.
- Cáceres  Espanha - 145 km.
- Badajoz  Espanha - 175 km.
- Madrid  Espanha - 380 km.

## Geografia
A vila de Alcains fica situada a cerca de 12 km de Castelo Branco, 230 km de Lisboa e 264 km do Porto por Auto-Estrada. Dista da fronteira com Espanha aproximadamente 50 km e da capital, Madrid, 380 km.

### Relevo
Alcains encontra-se a 370 metros de altitude sendo atravessada pela Ribeira da Líria, afluente do Rio Ocreza que passa ainda dentro dos limites desta freguesia.
O Rio Tejo corre 30 km a Sul, o seu afluente Rio Ponsul a cerca de 20 km a Sudeste e o Rio Zêzere a 50 km a Oeste.
Num raio de 15 a 30 km podem avistar-se a Serra da Gardunha a Norte, as Serra de Alvelos e Serra do Moradal a Oeste. A Serra da Estrela fica situada a 50 km de distância (em linha reta). A Serra da Lousã, Serra do Açor, Serra da Malcata e Serra de São Mamede fazem também parte do leque de serras portuguesas visíveis a partir dos pontos mais altos da freguesia de Alcains. A fronteiriça Sierra de Gata (Espanha) é igualmente possível de observar a Nordeste.

### Clima
Temperado Mediterrânico. A pluviosidade é escassa no Verão. As temperaturas são elevadas, com as máximas na maior parte dos dias a ultrapassarem os 30 °C. As mínimas são relativamente suaves, embora haja um número significativo de noites com temperaturas acima dos 20 °C - numa média anual que ronda as quinze - que se designam por noites tropicais em meteorologia.
Os Invernos são frios e chuvosos, com mínimas que podem chegar aos -3 °C e as máximas normalmente em torno dos 12 °C. Episódios de queda de neve são quase todos os anos registados, embora a acumulação no solo seja menos frequente. O último grande nevão data de 10 e 11 de janeiro de 2010.
Quanto à vegetação, há o predomínio da oliveira, sobreira e azinheira.

## Economia

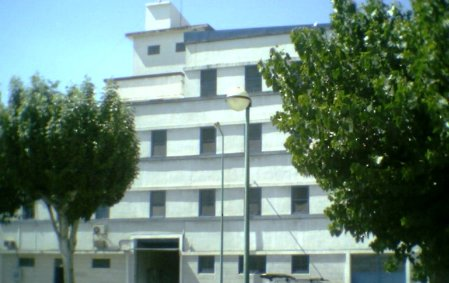
Fábricas Lusitana.

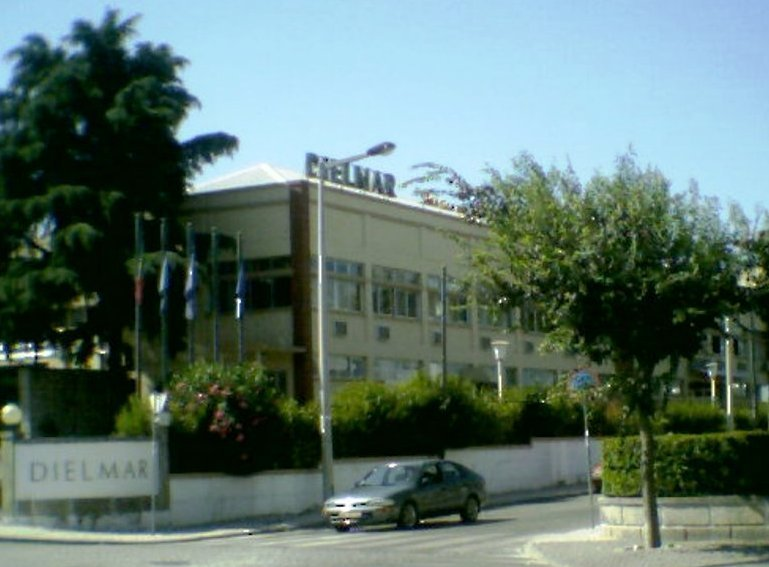
Dielmar.

A vila de Alcains foi até à década de 1980 o principal polo industrial do município de Castelo Branco, atingindo um grande desenvolvimento durante as décadas de 1960 e de 1970 através do contributo de algumas empresas de renome nacional, como são o caso das Fábricas Lusitana, da Dielmar e da extinta Sicel localizada junto à Estação Ferroviária de Alcains.
O único matadouro da Beira Baixa especializado na produção, transformação e comércio de carnes e derivados tem aqui a sua sede.
Nesta vila, fica igualmente situado o Parque de Leilões de Gado da Beira Baixa.
A zona de Alcains é desde há muito reconhecida pela qualidade dos seus pastos, que se refletem na qualidade do queijo aqui produzido. A confeção de chapéus e a tecelagem foram outrora famosas, mas entretanto já desaparecidas.
As pedreiras de granito existentes deram-lhe fama, sendo considerado um dos melhores de Portugal. O trabalho dos canteiros de Alcains está presente em vários pontos do nosso país e também em algumas cidades do mundo. A Companhia de Caminhos de Ferro de Portugal aplicou o granito proveniente desta freguesia em muitas das suas estações. Nas peças de arte e estátuas que ornamentam o Jardim do Paço, bem como a filial do Banco de Portugal em Castelo Branco, os Paços de Concelho da Covilhã entre outras unidades fabris da cidade serrana e ainda por diversas cidades de Portugal como Viseu, Guarda, Coimbra, Porto, Estremoz, Elvas, Évora, Lisboa, encontra-se a marca dos canteiros de Alcains. Existem ainda referências a obras em Macau e Lourenço Marques.
A qualidade dos queijos aqui produzidos ajudam a projetar o nome da freguesia a nível nacional.
A vila continua em franco desenvolvimento económico, embora o ritmo que a caracterizou até meados da década de 1980 tenha abrandado de uma forma algo considerável.

## Ensino
Alcains dispõe de um Jardim de Infância. A escola do 1.° Ciclo é composta por dois edifícios. A Escola Básica e Secundária é a sede do Agrupamento de Escolas José Sanches e S. Vicente da Beira. Até ao ano letivo 2010/2011, existiu também a Escola EB 2/3 José Sanches.
O ensino primário em Alcains chegou a ter outra escola, esta localizada no Bairro da Feiteira e inaugurada em 1942. No local onde se situava o antigo edifício da Junta de Freguesia funcionou em finais do Século XIX a primeira Escola de Ensino Oficial da localidade. Aquele espaço foi remodelado para acolher os alunos, mas anteriormente serviu de cadeia (também chamada Casa da Justiça). A vila até ao final da década de 90 do Século XX dispunha também de ensino religioso, lecionado no Seminário de São José que chegou a ser o Seminário Maior da Diocese de Portalegre-Castelo Branco.
Em 2017 foi criado o polo de Alcains da Universidade Sénior Albicastrense (USALBI), estabelecimento de ensino para a população sénior e que conta com 135 alunos inscritos no ano letivo 2022/2023.

## História

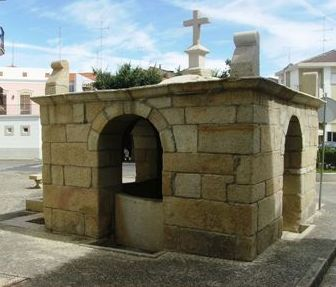
Fonte Romana

Região habitada desde tempos remotos, com evidentes sinais neolíticos e de predominância romana.
O topônimo Alcains deriva do árabe al-Kanîsa, que significa “a igreja” ou, mesmo do termo árabe no plural al-Kanâ'is, que corresponderá a “as igrejas”.  Já existia no tempo de D. Afonso Henriques, fazendo parte dos inúmeros povoados que constituíram a Herdade de Açafa. Mais tarde, esta Herdade foi doada por D Sancho I à Ordem dos Templários. Ao longo da Idade Média o seu desenvolvimento foi de certo modo, irregular, devido às constantes recessões demográficas da região. Por finais do século XIV, com a criação dos municípios foi delimitado o termo que dizia respeito à então aldeia de Alcains.
A romanização desta zona ficou também documentada nos inúmeros vestígios encontrados no Cabeço da Pelada, como um forno e altar dedicado à divindade Reve, do século II a.C. Restos de dois altares foram identificados em 2008, durante escavações junto à Ermida de São Domingos, que também identificam a influência romana na história da freguesia.
Com o dealbar do século XVI foi-se recompondo com o fomento da economia que aproveitava a boa situação geográfica de interligação, com a implantação de numerosas oficinas. O seu progresso ulterior mantém-se devido à predominância de uma actividade agrícola e implantação de indústria significativa. 
.
O topónimo, segundo alguns historiadores, deriva do vocábulo árabe "al-Kanisa", em português "a igreja", podendo ter a mesma origem que Alcañiz, cidade da província espanhola de Teruel.
Alcains, foi elevada à categoria de vila a 12 de Novembro de 1971 pelo Decreto nº 495/71, depois de ter sido considerada a maior aldeia de Portugal durante várias décadas..

## Património

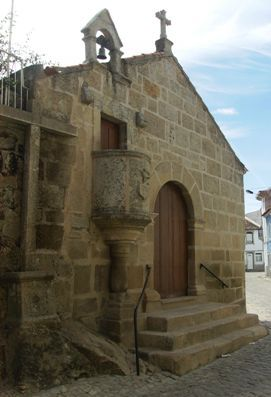
Capela do Espírito Santo

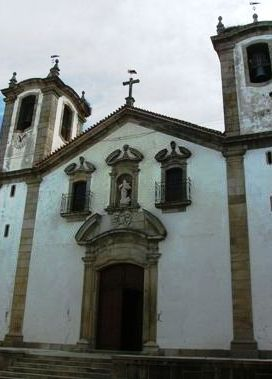
Igreja Matriz de Alcains

- Casa de Alcains ou Solar da Viscondessa de Oleiros - Construção do início do século XVIII. Nas suas traseiras ainda se encontra uma Frontaria Monumental da antiga quinta que estava anexa a este Solar.
- Solar dos Goulões -  É o actual Centro Cultural de Alcains e data do início do século XVIII. Funcionou também como Instituição de Beneficência, com o objectivo de colaborar na formação religiosa, social e moral das famílias da região. Era a chamada "Casa do Bem" tendo começado a funcionar em 1968.
- Igreja Matriz de Nossa Senhora da Conceição - Data dos meados do século XVI. É uma igreja de grandes dimensões. Tem uma frontaria pombalina. Contudo, na porta lateral Norte e na parte interior, há uma inscrição que tem a data de 1641.
- Capela do Espírito Santo - O púlpito existente nesta capela tem gravado o ano de 1689, data da sua reconstrução, que é posterior à da capela e grande pia baptismal. Foi construída no Século XVI.
- Capela da Senhora da Piedade - Também conhecida por Capela do Senhor das Chagas ou de São Brás. Em 1733 aí foi celebrada a 1ª Missa. Fica anexa ao Solar dos Goulões.
- Capela de Santa Bárbara - Data dos princípios do século XVIII. Está ligada ao Solar da Viscondessa de Oleiros.
- Capela do Senhor Jesus do Lírio - Capela situada junto ao actual cemitério da vila e tem data de 1927.
- Capela do Seminário de São José - A portada desta capela é de granito e formada por ogivas. Data de 1937.
- Ermida de Santa Apolónia - Foi construída no século XVII. Tem a data de 1639. Possui um alpendre. Sofreu uma grande reparação em 1965.
- Ermida de São Pedro - Fica situada na zona nascente de Alcains, perto da estação ferroviária. Foi construída no 1º quartel do século XVII
- Ermida de São Domingos - Situa-se na zona poente de Alcains junto ao nó com a A23. A data da sua construção não está bem definida. Contudo, crê-se que tenha sido no início do século XVII. Tem uma imagem de São Domingos em mármore.
- Cruzeiro da Levandeira - Foi edificado em 1895 no antigo Largo da Levandeira.
- Cruzeiro de São Domingos - Anexo à ermida de São Domingos.
- Cruzeiro de São Pedro - Anexo à ermida de São Pedro.
- Cruzeiro do Senhor dos Esquecidos - Situado no jardim do centro da vila, data de 1601.
- Fonte das Freiras - Fica situada na estrada EN18 a norte da ermida de São Domingos. Tem um brasão que parece ser de D. Sancho II.
- Fonte Maria Rodrigues - Data de 1832 e situa-se a nascente da ermida de Santa Apolónia.
- Fonte Romana - Embora assim seja conhecida, não tem origem romana. Tem cerca de 5 metros de profundidade, é de forma quadrada e é forrada por granito. Tem aproximadamente 4 metros de lado. É coberta e tem acesso pelos arcos faciais. Data do século XVII.
- Chafariz de Santo António - Outro exemplo da cantaria de Alcains. Situa-se no largo com o mesmo nome e está ali desde 1928.
- Monumento ao Canteiro - Situa-se em plena Avenida 12 de Novembro. Serve de homenagem aos artistas de cantaria de Alcains e foi inaugurado no dia 7 de Setembro de 1985.
- Monumento ao Sagrado Coração de Maria - Data de Junho de 1953. O pedestal é de granito artisticamente trabalhado pelos canteiros de Alcains. A imagem é de mármore finíssimo. Foi mandado construir pelo alcainense José André Júnior.

## Instituições
- Lar Major Rato

O testamento de Major Duarte Rato (1775 - 1859) foi escrito um ano antes da sua morte, ocorrida em 17 de Julho de 1859. Em 3 de Agosto do mesmo ano, este testamento foi oficialmente aberto ficando a saber-se quais eram as últimas vontades do benemérito e que passaram pela vontade expressa de se fundar uma Albergaria para os pobres de Alcains a quem deixava todos os seus haveres.
O Major Duarte Rato era homem de alguma fortuna para a época, morrendo viúvo, com os seus dez filhos todos falecidos. Por isso, deixou o usufruto dos seus bens a uma nora com a condição de após a morte desta a sua fortuna reverter para a criação de um Albergue ou Asilo.

## Infraestruturas e Equipamentos
- Mercado Municipal de Alcains
- Centro de Saúde de Alcains

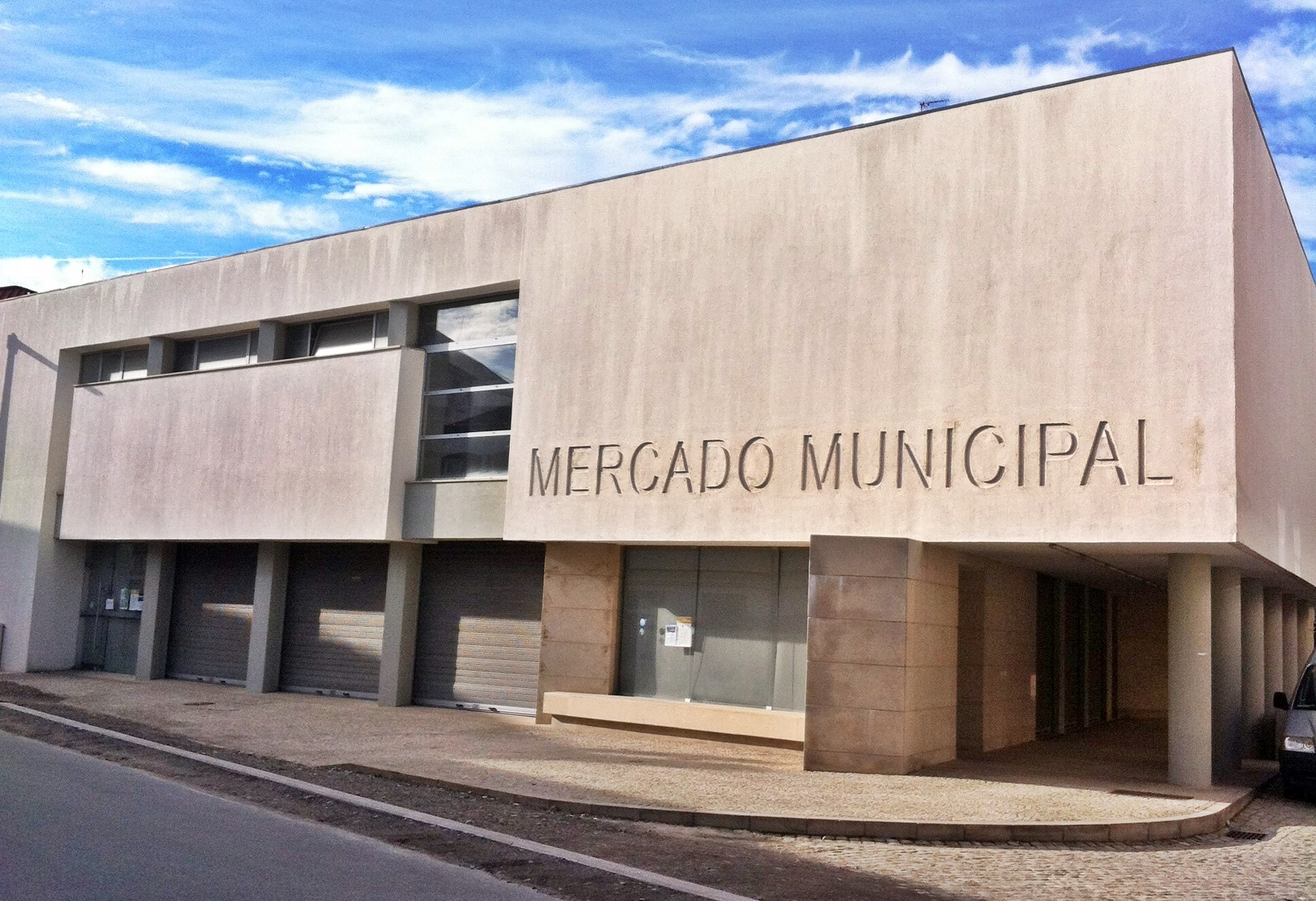
Mercado Municipal de Alcains

- Piscinas Municipais / Piscina Praia
- Centro Cultural de Alcains
- Casa do Povo de Alcains
- Posto Territorial da GNR de Alcains
- Zona Industrial de Alcains
- Estação Ferroviária de Alcains
- Complexo Desportivo António Trigueiros de Aragão
- Campos de ténis do Alcatenis Sport Club
- Campo de relva sintética de futebol (Urbanização Quinta da Pedreira)
- Pavilhão Gimnodesportivo do Agrupamento de Escolas
- Percurso Ciclável e Pedonal de Santa Apolónia
- Parques de Fitness: Zona de Lazer da Líria, Urbanização Quinta dos Arcos e recinto de Santa Apolónia.

## Cultura, Turismo e Lazer
Alcains tem um carinho especial pelo teatro. Em meados do século XX já havia representações teatrais no Salão Paroquial. Posteriormente, com a inauguração da Casa do Povo de Alcains passaram a realizar-se no respetivo auditório.
O Grupo de Teatro "A Carroça", foi um grupo de teatro que se destacou nesta área levando os seus espetáculos a vários pontos do país. Mais recentemente surgiu o "Cães à Solta" destinado a um público mais adulto fazendo com que o teatro continue a marcar presença na vila.
A ARCA (Associação Recreativa e Cultural de Alcains), é uma das associações mais dinamizadoras do ponto de vista cultural existentes nesta localidade com diversas atividades que vão desde o teatro à música (com a Orquestra Jovem, o Grupo de Concertinas e a Escola de Música), passando pela ocupação de tempos livres. Desta associação fez parte a emissora Rádio1, criada em 1988. Foi a única estação radiofónica até hoje emitir a partir de Alcains.
A Alzine foi criada no dia 1 de Maio de 2004 e tem como objectivo promover e dinamizar a vila a nível cultural e social. É a promotora dos anuais Festins, Festival do Associativismo de Alcains, que acontece em Agosto tratando-se do maior festival de Verão realizado na Beira Interior.
No plano musical destaque para a Orquestra Típica de Alcains. Em tempos idos, o Rancho Folclórico da Casa do Povo e a banda da Sociedade Filarmónica de Alcains, atualmente extintos.
Quanto ao lazer, existem vários restaurantes, cafés e espaços de diversão noturna. Um jardim em pleno Centro Cívico (Largo de Santo António), uma Zona de Lazer à entrada da vila, um moderno Complexo de piscinas/Piscina Praia (sendo uma delas coberta) e ainda um Centro Hípico na zona sul da freguesia.
Na vila há uma residencial, estabelecimentos de alojamento local (AL) e um hotel de turismo rural.

### Museus
- Museu do Canteiro
- Museu de Artes e Ofícios Tradicionais

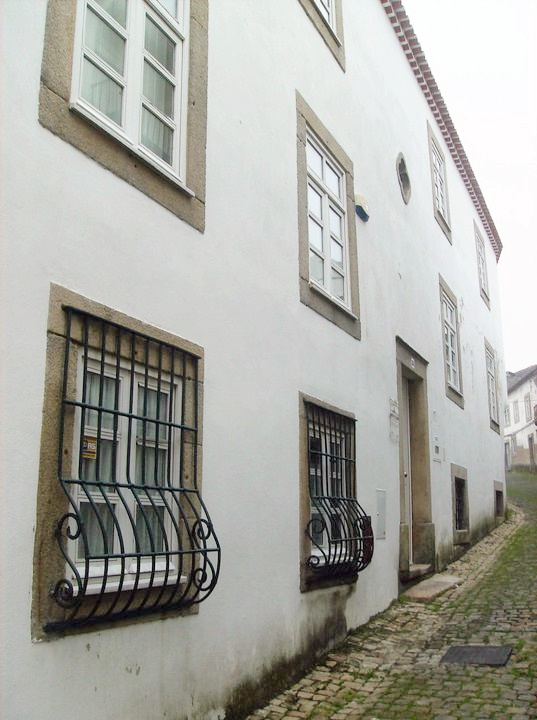
Biblioteca da Fundação Calouste Gulbenkian

### Bibliotecas
- Biblioteca da Fundação Calouste Gulbenkian, no Centro Cultural de Alcains
- Biblioteca da Junta de Freguesia de Alcains

## Personalidades

Retrato oficial do Presidente Ramalho Eanes

- General António Ramalho Eanes - Presidente da República - (1976-1986).
- António Trigueiros Coelho de Aragão - Um dos maiores pioneiros do progresso fabril na vila de Alcains e fundador das Fábricas Lusitana em 1954. Ainda antes, em 1925 deu vida à Fábrica de São Pedro junto à Estação da CP em Alcains. A ele se deve também a criação do Sindicato dos Pedreiros do distrito de Castelo Branco em Alcains; a Casa do Povo da vila foi edificada sob o seu impulso, oferecendo gratuitamente todo o terreno, bem como o do local onde atualmente se situa o actual Estádio de Alcains, de nome " António Coelho Trigueiros de Aragão ".
- Doutor Juiz Conselheiro Emídio Pires da Cruz - Em 1944 nomeado como Procurador da Republica junto da Relação do Porto e Subsecretário de Estado da Assistência Social em 1957.
- D. Manuel Sanches Goulão - Bispo da Diocese de São Tomé de Meliapor entre (1719-1726), sendo o 6º dessa antiga diocese portuguesa. Faleceu num naufrágio da nau quando seguia seguia para a Índia.
- D. Aurélio Granada Escudeiro - Bispo da Diocese de Angra - (1979-1996).
- Hermano Sanches Ruivo - Vereador do 14.º bairro de Paris e conselheiro da câmara da capital francesa, sendo o primeiro português a ocupar um importante cargo naquela autarquia.[20].
- José Manuel Tavares Castilho - Licenciado em História pela Faculdade de Letras de Lisboa, (1986), Mestre em Sociologia (1997) e Doutor em História Social Contemporânea (2008), pelo ISCTE - Instituto Universitário de Lisboa. O livro "Os Deputados da Assembleia Nacional, 1935-1974, Assembleia da República/Texto, 2009" valeu-lhe o Prémio Calouste Gulbenkian de História Moderna e Contemporânea em 2010.
- Maria Cristina Vicente Pires Granada - Foi Deputada na Assembleia da República (2002-2005), Vereadora na Câmara Municipal de Castelo Branco (desde 2005), Candidata ao Parlamento Europeu, pelo Partido Socialista, em 2009, e Presidente da Junta de Freguesia de Alcains (2013-2017).

## Política

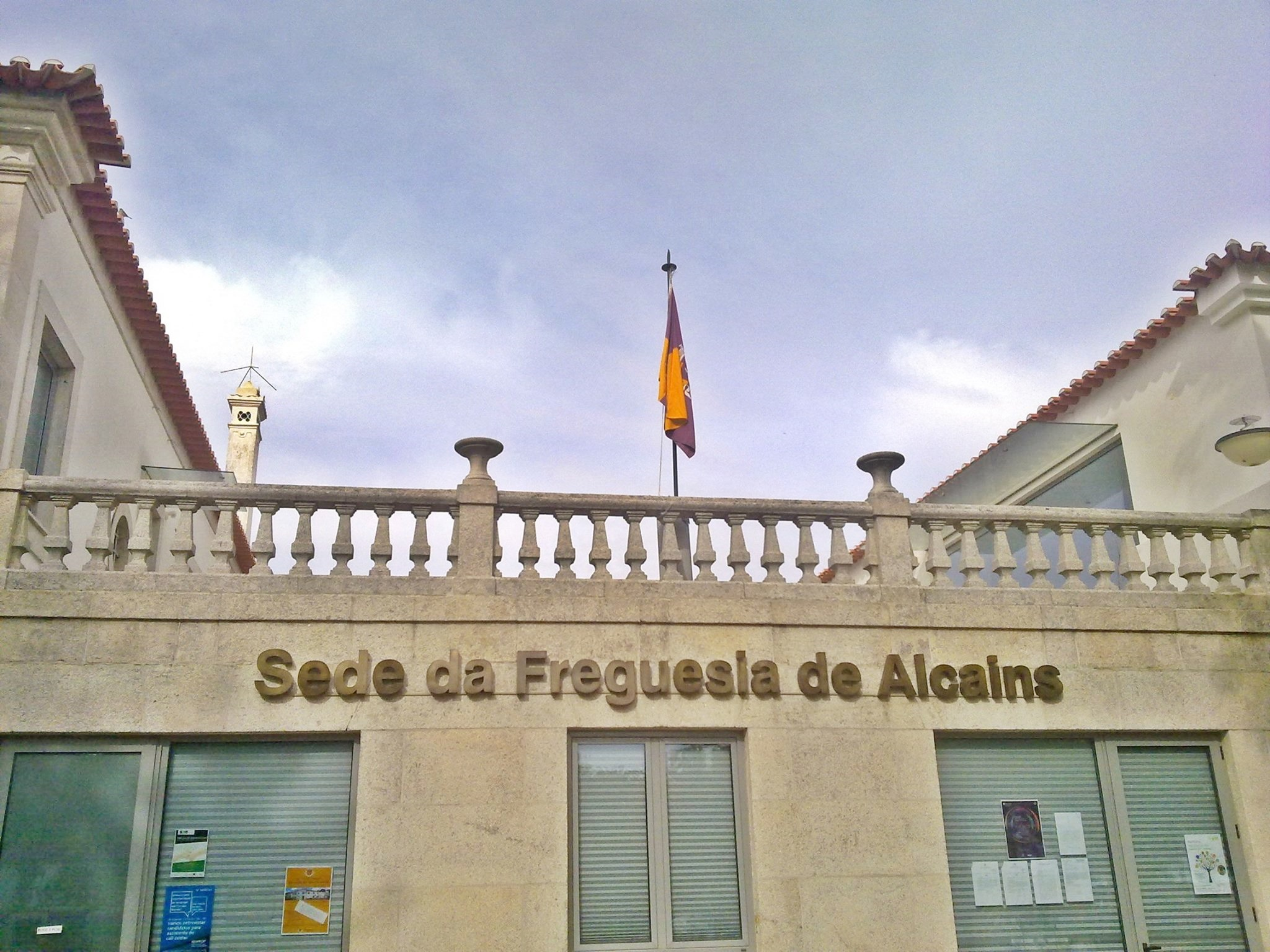
Edifício Sede da Freguesia de Alcains

### Presidentes da Junta de Freguesia[21]
- José dos Reis Dias (1976-1979) - Independente
- Manuel Riscado Peralta (1979-1982) - Independente
- João dos Santos (1982-1985) - Independente
- Rogério Martins (1985-1989) - Partido Renovador Democrático (Portugal)
- Rogério Martins (1989-1993) - Independente
- Carlos Mingacho (1993-1997) - Partido Socialista (Portugal)
- Manuel Marujo (1997-2001) - Partido Socialista (Portugal)
- Manuel Marujo (2001-2005) - Partido Socialista (Portugal)
- Manuel Marujo (2005-2009) - Partido Socialista (Portugal)
- António Carrega (2009-2013) - Partido Socialista (Portugal)
- Cristina Granada (2013-2017) - Partido Socialista (Portugal)
- Mário Rosa (2017-2021) - Partido Socialista (Portugal)
- Milena Santos (2021-2025) - Partido Socialista (Portugal)

## Coletividades e Associações
- ARCA - Associação Recreativa e Cultural de Alcains
- Alzine - Associação Cultural Alcainense
- Alcaténis Sport Clube
- Associação de Dadores de Sangue da Beira Interior Sul
- Associação Papa-Léguas de Alcains
- Associação Recreativa de Caça e Pesca Alcainense
- Associação de Veteranos de Alcains
- Associação Os Vizinhos
- Casa do Benfica de Alcains
- Clube Desportivo de Alcains
- Motoclube de Alcains - Dog's Land
- Orquestra Típica de Alcains

Extintas ou inativas:
- Associação Alcainense de Boa Vontade
- Associação Judo Clube Alcainense
- Associação Juvenil de Alcains
- Associação Lirimoto
- Associação Mega Jovem
- Clube Recreativo Alcainense
- Corpo Nacional de Escutas - Grupo 175
- Grupo de Teatro Cães-à-solta
- Núcleo do Sporting Clube de Portugal de Alcains
- Rancho Folclórico e Etnográfico da Casa do Povo de Alcains
- Sociedade Filarmónica de Alcains
- Triplo A - Associação Ambiental de Alcains

## Festivais, Festas, Feiras e Romarias
- Portugal Cheese Festival - Realiza-se no primeiro fim-de-semana de Maio, teve inicio em 2023 e veio substituir a Feira do Queijo. [22]
- Alcains Conecta - festival onde a arte, a música, o teatro e os workshops se encontram. Teve a sua primeira edição em 24 de Maio de 2025 [23]
- Festins - Festival de música moderna portuguesa realizado em Agosto, organizada pela Alzine, uma associação local. Decorre durante três.[24]
- Romaria de Santa Apolónia - Realizada no 5.º fim de semana após a Páscoa. Leva anualmente uma multidão de gente ao recinto de Santa Apolónia. É uma romaria que combina o religioso com o popular. Organizada por um grupo de festeiros, o cortejo sai na manhã de Domingo do adro da Igreja Matriz de Alcains em direcção à Ermida. Muitos populares transportam as oferendas em tabuleiros de madeira para que as mesmas sejam "oferecidas" à Santa. O almoço é habitualmente realizado no parque anexo ao recinto. A tradição manda que, e antes da Missa que encerra a Romaria, se dê em cortejo três voltas à Ermida.
- Festa das Papas - Realizada anualmente em meados de Julho, é uma festa emblemática de Alcains que traz à vila inúmeros visitantes para se deliciarem com as famosas Papas de Carolo. [25]
- Arraial no Curral - Dois dias de festa em Agosto, para um reavivar de memórias realizado num dos mais pitorescos bairros de Alcains. [26]
- Festas da Vila - Realiza-se de 4 em 4 anos. A primeira edição teve lugar em 1991, entre os dias 27 de Julho e 4 de Agosto.
- 31 de Outubro/Noite das Maltas - Anualmente, na noite de 31 de Outubro para 1 de Novembro, realizam-se um pouco por toda a vila jantares reunindo os daqui naturais e residentes por cada ano de nascimento. Trata-se de uma noite com muito movimento nas ruas de Alcains.
- Feira dos Santos - feira secular realizada todos os anos a 1 de Novembro. Os frutos secos são o "prato forte" desta feira, uma das mais concorridas da região atraindo milhares de visitantes.
- Feira do Queijo de Alcains - Certame realizado até 2022 e durante 18 edições no fins-de-semana anteriores ao da Páscoa. [27]
- Festas de "nomes próprios" - Trata-se essencialmente de convívios que reúnem pessoas (sobretudo homens) com o mesmo nome. Por exemplo: "Festa dos Joões" ; "Festa dos Josés" ; "Festa dos Manueis" ; "Festa dos Antónios".
- East Festival - A única edição deste festival de música de dança decorreu no dia 10 de Junho de 2009. Contou com a presença de Tiësto, Yves Larock e do DJ português Diego Miranda, entre outros. [28]

## Artesanato e Gastronomia
- Trabalhos em cantaria
- Trabalhos em marcenaria

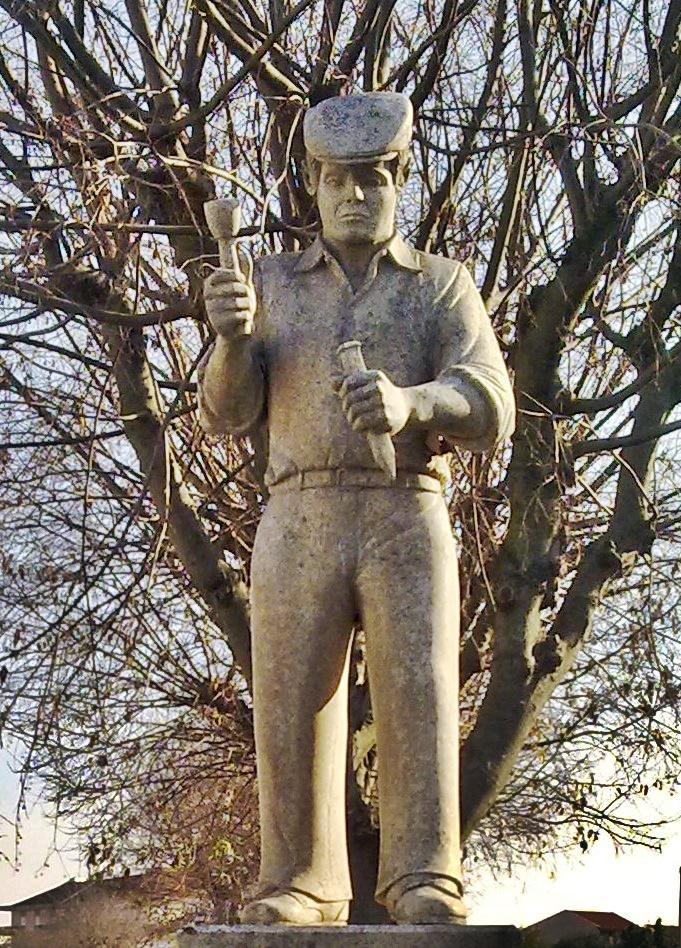
Monumento de Homenagem aos Canteiros de Alcains

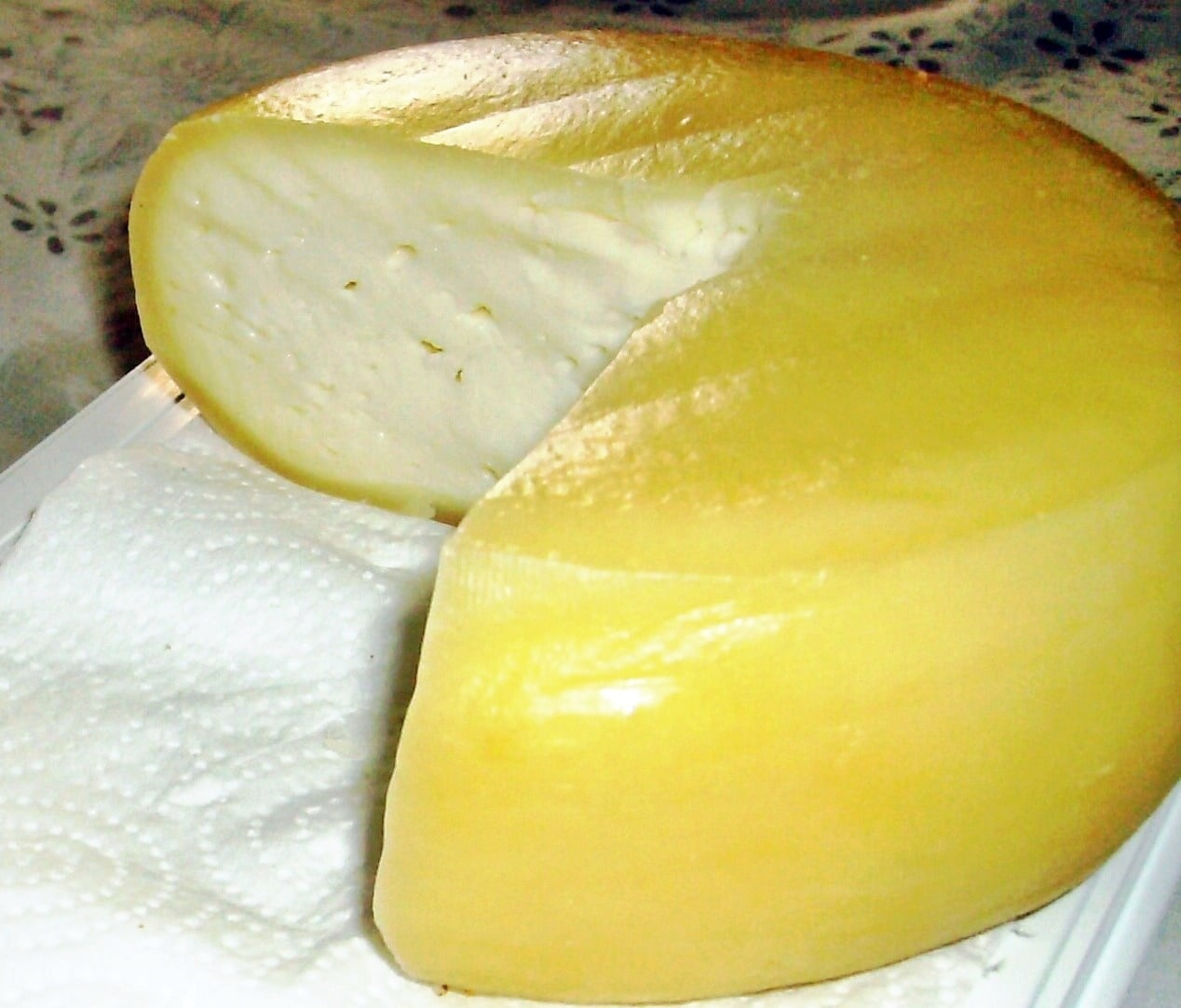
Queijo de Alcains

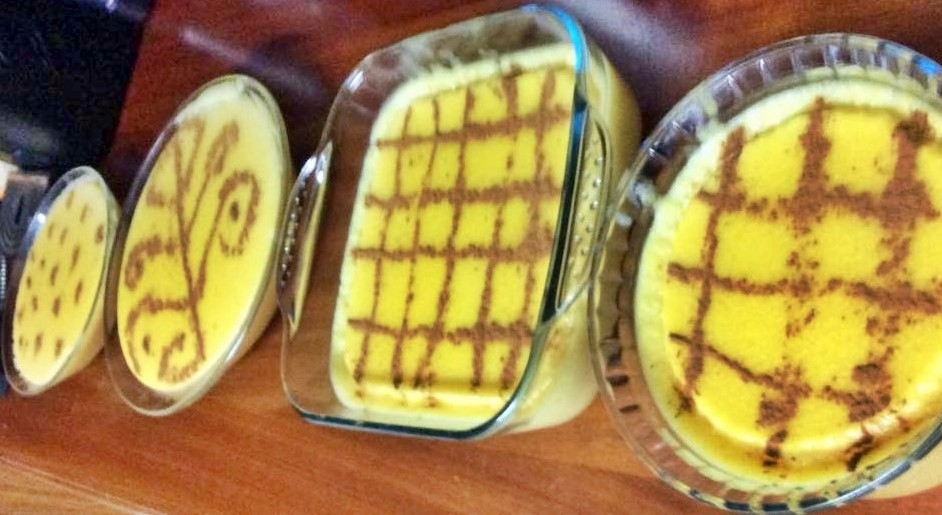
Papas de Carolo de milho à moda de Alcains

- Queijos de Alcains (Queijo de Ovelha, Queijo de Ovelha feito à Cabreira, Queijo de Cabra e Queijo Picante)
- Sopa de Matação ou Antiga
- Enchidos (Morcela, Farinheira, Chouriça, Bucho (tradicionalmente comido no domingo gordo), Mouro, Chouriço)
- Cabrito recheado
- Ensopado de Borrego
- Miga de Peixe (Feito tradicionalmente com as Carpas pescadas na Barragem de Santa Águeda- Marateca)
- Papas de Carolo
- Bolo de Ovos (mais conhecido como Bolo da Páscoa)
- Bolos de azeite
- Broas de Leite
- Borrachões
- Esquecidos
- Laburdo (com fígado, entremeada e sangue de porco)
- Broas de mel
- Broinhas de Requeijão de Alcains
- Bolo de Farinheira
- Vigaristas (Pastéis com chouriço)
- Pastéis de massa tenra
- Biscoitos